# Nationaal Multiple Sclerose Centrum
Het Nationaal Multiple Sclerose Centrum is een Belgisch behandelcentrum voor personen met multipele sclerose in Melsbroek. Het centrum is vooral bekend als de MS-Kliniek.
Studiewerk van de in 1957 opgerichte Belgische Studiegroep voor Multiple Sclerose wees uit dat verspreid over België maar een tiental bedden beschikbaar waren voor MS-patiënten. Het was in 1960 dat in Melsbroek, in gebouwen van de Ursulinen de eerste instelling werd opgericht specifiek voor diagnose, behandeling en revalidatie van personen met MS, het Nationaal Schiftings- en Readaptatiecentrum voor Multiple Sclerose. In 1996 veranderde de officiële naam in de huidige, maar zowel vroeger als nu wordt veelal gerefereerd aan de MS-Kliniek.
Het aantal bedden groeide in de loop van de jaren van het initieel aantal van 20 tot de huidige capaciteit van 134 bedden. Daarnaast biedt het dagcentrum van de instelling 70 plaatsen voor ambulante revalidatie, met erkenning door het Vlaams Agentschap voor Personen met een Handicap. De zusters Ursulinen, waarvan het klooster in Melsbroek vanuit Tildonk was opgericht, stelden de gebouwen en terreinen ter beschikking. Het waren ook de religieuzen die initieel de verzorging en dagelijkse ziekenhuisleiding op zich namen. Het centrum werkt nauw samen met het Universitair Ziekenhuis Leuven.
De huidige site is intussen sterk verouderd.  Sinds 2011 probeert het centrum op de site een nieuw ziekenhuis te bouwen, maar opeenvolgende aanvragen voor omgevingsvergunningen voor de nieuwbouw worden mee door protest van een lokaal actiecomité keer op keer vernietigd door de Raad voor Vergunningsbetwistingen.
In 2024 werd daarom besloten samen te werken met en toe te treden tot de zorggroep Emmaüs, en tegen 2030 een volledig nieuw ziekenhuis met een honderdtal bedden in Mechelen te bouwen, op een terrein van zo'n 2,5 hectare gelegen tussen het AZ Sint-Maarten en het woonzorgcentrum Roosendaelveld, aan de R6. De nieuwbouw wordt geraamd aan 60 miljoen euro.